# Орден Заслуг (Кирибати)
О́рден Заслу́г (кириб. Boutokan Toronubwain Kiribati) — общегражданская государственная награда Республики Кирибати, учреждённая в 1986 году. Вручается за заслуги перед Республикой Кирибати в не-военной области — то есть, выражающееся в выдающемся таланте, мастерстве или знаниях в области традиции, науки, художественной деятельности и прочих областях. Данных о количестве награждённых нет.